# Zénith Saint-Pétersbourg
Maillots
Actualités
Le Zénith Saint-Pétersbourg (en russe : Футбольный клуб «Зенит» : Futbolny klub Zenit) est un club de football russe fondé en 1925 dans la ville de Saint-Pétersbourg et basé depuis 2017 au stade Krestovski.
Intégré au sein de la première division soviétique en 1938, le Zénith y devient par la suite un club récurrent avec un succès modéré, remportant la coupe nationale en 1944 puis le championnat en 1984. Il connaît une période trouble entre la fin des années 1980 et le milieu des années 1990 qui le voit passer plusieurs saisons dans la deuxième division soviétique puis russe, il revient au premier plan en 1999 en remportant la Coupe de Russie en 1999 et se stabilise ensuite dans le haut de classement du premier échelon. 
La reprise du club par la société énergétique Gazprom en fin d'année 2003 voit une augmentation drastique de ses moyens financiers, qui débouche notamment sur un premier titre de champion de Russie en 2007 suivi d'une victoire en Coupe UEFA l'année suivante. Le Zénith s'impose par la suite comme un des principaux club du football russe des années 2010 et 2020, décrochant neuf nouveaux titres de champion entre 2010 et 2024 ainsi que quatre coupes nationales en 2010, 2016, 2020 et 2024.
Les couleurs principales du club sont le bleu, le bleu azur et le blanc. Le Zénith a évolué au stade Kirov et au stade Petrovski avant d'emménager en 2017 à la nouvelle Gazprom Arena. Son actuel président est Aleksandr Medvedev depuis février 2019 tandis que Sergueï Semak entraîne l'équipe première depuis mai 2018.

## Histoire du club

### Les origines du club
Le football à Saint-Pétersbourg fait son apparition à la fin du XIXe siècle, qui voit la formation de plusieurs équipes amateurs, notamment autour des sites industriels. Du fait du manque d'archives et de la difficile traçabilité du football russe du début du XXe siècle, les origines de l'actuel Zénith ont longtemps été incertaines et sujettes à beaucoup de débats,,. Le club a ainsi pendant longtemps été confondu avec le Mourzinka, une équipe fondée à l'origine en 1914 avant d'être renommée Bolchevik en 1924 et de participer au championnat municipal, elle est par la suite intégrée au sein de la société sportive Zénith en 1936 avant d'entrer dans le championnat soviétique sous ce nom en 1938. En parallèle, un autre club est fondé à la fin des années 1920 à l'usine métallurgique de Léningrad (LMZ), le Stalinets, qui intègre le championnat municipal en 1931 puis la deuxième division soviétique en 1936. Ces deux équipes prennent part en 1938 à la première division soviétique en tant qu'équipes séparées. Le Zénith est relégué en fin d'année tandis que le Stalinets parvient à se maintenir. Les deux finissent par fusionner à l'issue de la saison suivante pour donner naissance au Zénith actuel, mais sur la base du Stalinets, à partir de la saison 1940, amenant donc dans les faits à la disparition de l'ancien Mourzinka tandis que le Stalinets est aujourd'hui considéré comme le véritable ancêtre du Zénith actuel.
Cette confusion et le manque d'informations précises a ainsi donné lieu à de nombreux débats concernant notamment la date de fondation du club, qui allait de 1914 à 1939 selon les points de vue. Pour mettre un terme à cette incertitude, le président Vitali Moutko crée en juin 1999 une commission chargée de déterminer la date exacte de la création du club, celle-ci comprenant notamment les historiens sportifs Iouri Loukosiak, membre de l'IFFHS, Vladimir Andreïev et Vladimir Faline,. Le premier propose alors cinq dates possibles : 1914, 1931, 1936, 1938 et enfin 1939. Le deuxième décide quant à lui de proposer comme date de fondation le 25 mai 1925, qui correspond à la première mention de l'équipe de football de la LMZ dans la presse locale. La commission décide dans un premier temps de retenir l'année 1936, considérée comme date d'organisation effective des sociétés sportives soviétiques et des clubs qui s'y rattachent. C'est finalement le président Moutko qui décide en mai 2000 de suivre la proposition de Faline et de fixer la date de fondation au 25 mai 1925,.
Cette date demeure malgré tout contestée encore aujourd'hui, notamment par Loukosiak qui affirme que si l'intention de créer une équipe de football à l'usine a bien été évoquée à cette date, un article ultérieur daté d'août 1925 indique cependant que le projet est finalement resté sans suite. Selon lui, l'équipe ayant donnée naissance au Zénith a plus vraisemblablement été fondée en 1931, année correspondant à l'entrée de l'équipe de la LMZ dans le championnat municipal ainsi qu'aux premières archives existantes de ses activités. Il estime ainsi que la date retenue a probablement été choisie dans un but symbolique afin de pouvoir célébrer les 75 ans du club au cours de l'année 2000,,.

### 1925-1944: Premières années et victoire en coupe nationale
Malgré sa date de fondation désignée, les premières traces du club n'apparaissent que durant l’automne 1929, qui voit la mention d'une équipe de football appelée Stalinets prenant alors part au championnat syndical des métallurgistes. Celle ne s'organise réellement qu'en 1931, intégrant la même année le championnat municipal de Léningrad où elle termine troisième lors du championnat d'automne derrière le Dinamo et le Krasnaïa Zaria, qui dominent alors le football local. Le club participe l'année suivante aux Spartakiades syndicales où il atteint le stade des demi-finales avant d'être vaincu par le Krasnaïa Zaria sur le score de 5-0. À l'été 1935, il atteint également la finale de la Coupe des syndicats avant d'être battu par l'Elektrozavod Moscou. Cette année voit également le gardien de l'équipe, Gueorgui Chorets, être nommé meilleur gardien d'Union soviétique. Le club intègre au printemps 1936 la deuxième division soviétique où il devient la troisième équipe de Léningrad sur le plan national derrière le Dinamo et le Krasnaïa Zaria. Il se classe troisième derrière le Dinamo Tbilissi et le ZIS Moscou pour sa première saison avant de finir sixième lors du championnat d'automne. Il dispute également la première édition de la Coupe d'URSS la même année, où il atteint les huitièmes de finale avant d'être éliminé par le Spartak Moscou.
Après avoir fini quatrième du championnat 1937, le Stalinets profite de la réorganisation du championnat soviétique, dont les organisateurs décident de fusionner les quatre échelons existants au sein d'une division unique, pour intégrer l'élite à l'aube de la saison 1938. Faisant partie des cinq équipes de Léningrad qui prennent part au championnat, le Spartak et le Zénith s'étant également ajoutés aux deux autres déjà présents, le club parvient à échapper de peu à la relégation en terminant quatorzième sur vingt-six, tandis que la première division est réduite à quatorze clubs dès l'année suivante. Après une onzième place en 1939, couplé à une finale de coupe nationale perdue contre le Spartak Moscou, le Stalinets absorbe en fin d'année le Zénith Léningrad, dont il reprend l'appellation dès 1940, avant de terminer dixième à la fin de cette dernière année. Cette période voit notamment le jeune gardien de but et futur international soviétique Leonid Ivanov faire ses débuts professionnels.
Le championnat soviétique est interrompu entre 1941 et 1945 en raison du déclenchement de la Seconde Guerre mondiale, qui arrive rapidement aux portes de Léningrad. Les joueurs sont ainsi soit engagés dans l'armée pour la défense de la ville, soit déplacés dans des sites industriels d'abord à Kazan puis à Kaliningrad près de Moscou en 1943. Le Zénith prend d'ailleurs cette année-là part au championnat municipal de Moscou, l'effectif comprenant alors des joueurs du club auxquels s'ajoutent des joueurs prêtés par le Spartak Moscou, le tout sous la direction de l'entraîneur moscovite Konstantin Kvachnine. Après la levée du siège de Léningrad en début d'année 1944, le Zénith revient dans la ville dès le mois de février. Alors que la guerre n'est pas encore terminée, la Coupe d'Union soviétique reprend ses droits au mois de juin 1944 et inclut le club parmi ses 24 participants. Démarrant au stade des seizièmes de finale, le Zénith élimine dans un premier temps le Dynamo Moscou avant de battre la deuxième équipe de ce même club lors du tour suivant. Vainqueur du Dinamo Bakou en quarts de finale, l'équipe s'impose ensuite face Spartak Moscou pour accéder à sa deuxième finale de coupe, où elle bat le CDKA Moscou sur le score de 2-1 le 27 août 1944 pour remporter sa première compétition nationale, devenant alors la première équipe non moscovite à remporter la coupe. L'après-guerre voit également le club quitter définitivement les locaux de la LMZ pour intégrer ceux de la GOMZ, entreprise d'optique instrumentale.

### 1945-1977: Stagnation dans le milieu de classement
Le championnat national soviétique reprend finalement en mai 1945. Le Zénith enregistre cette année-là son meilleur classement en date en terminant sixième à l'issue de la saison. Il effectue dans le même temps un parcours notable en coupe nationale où il atteint le stade des demi-finales avant d'être largement battu par le CDKA Moscou qui se venge de sa défaite de l'année précédente en l'emportant sur le score de 7-0 avant de gagner la compétition face au Dynamo Moscou. Les années qui suivent voient le club se stabiliser comme un habitué du milieu de classement de la première division, se maintenant sans grandes difficultés mais n'arrivant jamais à se démarquer parmi les équipes dominantes, tandis qu'il emménage en 1950 au stade Kirov, qu'il occupe jusqu'à la fin des années 1980.
La saison 1953 voit le Dinamo Léningrad être relégué de l'élite avant de s'établir par la suite dans les divisions inférieures, malgré un bref retour au début des années 1960, laissant définitivement au Zénith la place de principal représentant de la ville de Léningrad dans le championnat soviétique. Il atteint à nouveau les demi-finales de la coupe d'Union soviétique en 1954 puis en 1961, étant éliminé dans les deux cas par le Dynamo Kiev puis le Torpedo Moscou. La saison 1957 est particulièrement difficile pour le club, qui démarre sur une série de dix matchs sans victoires en début de championnat, ce qui amène notamment à une émeute de spectateurs le 14 mai 1957 à l'issue du match face au Torpedo Moscou, perdu 5-1 lors de la huitième journée. Reprise en main par Gueorgui Jarkov à partir du mois de juin, l'équipe arrive par la suite à se maintenir et connaît des performances bien meilleures l'année suivante, atteignant cette fois la quatrième place du classement à un point du podium et six unités derrière le champion le Spartak Moscou.
La période des années 1960 voit le club connaître des résultats de plus en plus décevants, démarrant dès 1960 avec une quinzième et avant-dernière position qui débouche notamment sur le départ de Jarkov au mois d'août. Les années qui suivent voient l'équipe se placer régulièrement en dehors des dix premières places. Cette période culmine en 1967 avec une dix-neuvième et dernière position en championnat qui aurait dû déboucher sur sa première relégation. Il est cependant sauvé par les autorités politiques qui voulaient alors éviter la relégation de l'unique représentant de Léningrad, ville d'origine de la révolution d'Octobre de 1917, dont il est alors fêté le cinquantième anniversaire. Le championnat est ainsi étendu à vingt équipes tandis que le Zénith est finalement maintenu. Il reprend par la suite sa place en tant qu'équipe de milieu de classement au cours des années 1970.

### 1978-1989: Victoire en championnat et descente en deuxième division
La fin de la saison 1977 voit l'arrivée au club de l'entraîneur Iouri Morozov. Celui-ci amène dans un premier temps l'équipe à la dixième place tant en 1978 qu'en 1979. La saison 1980 s'avère cependant bien plus productive pour le club, qui parvient cette fois à atteindre la troisième place du classement pour la première fois de son histoire, terminant derrière le Dynamo Kiev et le Spartak Moscou. Cette performance lui permet ainsi de se qualifier pour la première fois de son histoire en Coupe UEFA l'année suivante, où il est cependant éliminé dès le premier tour par le Dynamo Dresde. Dans le même temps, cette saison exceptionnelle reste sans suite, le Zénith retombant à la quinzième place du classement dès 1981. Morozov quitte quant à lui le club l'année suivante après une place de septième.
Remplaçant de Morozov à partir de 1983, Pavel Sadyrine, qui a évolué au club entre 1965 et 1975, amène dès sa première saison l'équipe à la quatrième place du championnat, à trois points du podium derrière le Dinamo Minsk, tandis qu'elle atteint parallèlement les demi-finales de la coupe nationale avant d'être battu par le Chakhtior Donetsk. L'année suivante est encore meilleure, le Zénith parvenant cette fois à dominer le championnat pour finalement remporter son premier et unique titre de championnat d'Union soviétique à l'issue de l'exercice, comptant deux points d'avancer sur son dauphin le Spartak Moscou. Parmi les 21 joueurs de l'effectif vainqueur, seuls trois ne sont pas originaires de Léningrad : Mikhaïl Birioukov, Anatoli Davydov et Viatcheslav Melnikov. Durant cette saison, le club parvient également à atteindre la finale de la coupe nationale où il est cependant vaincu par le Dynamo Moscou au mois de juin 1984.
En tant que vainqueur de son championnat, le Zénith se qualifie ainsi pour la Coupe des clubs champions pour la première fois de son histoire en 1985. Il l'emporte aisément au premier tour contre l'équipe norvégienne de Vålerenga sur le score cumulé de 4-0 mais doit s'incliner dès la phase suivante contre le champion finlandais le Kuusysi Lahti. Sur le plan national, l'équipe démarre difficilement la saison, enchaînant quatre défaites consécutives en début d'exercice avant de se remettre progressivement pour finalement terminer sixième en fin d'année. La pré-saison 1987 voit s'afficher des tensions de plus en plus marquées entre les joueurs et la direction du club. Cela se traduit rapidement sur le terrain, le Zénith s'établissant très vite dans le bas de classement tandis que Sadyrine quitte finalement son poste en juin 1987. Il est par la suite remplacé par son adjoint Vladimir Goloubev qui ne peut éviter au club une élimination en Coupe UEFA dès le premier tour face au Club Bruges, ni faire mieux qu'une quatorzième place en championnat, le club n'échappant à la relégation qu'aux confrontations directes contre le CSKA Moscou.
Le poste d'entraîneur est reprise en 1988 par Stanislav Zavidonov, qui arrive pendant un temps à remettre l'équipe sur pied sportivement, avec une sixième place cette année-là ainsi qu'une qualification en Coupe UEFA. La dynamique retombe cependant très rapidement dès l'exercice 1989 qui voit le Zénith chuter à nouveau dans le bas de classement tandis que Zavidonov s'en va dès le mois de mai. Rappelé une nouvelle fois pour sauver le club, Vladimir Goloubev l'amène dans un premier temps au deuxième tour de la Coupe UEFA, battant d'abord l'équipe danoise du Næstved BK avant d'être sèchement battu 6-0 par le VfB Stuttgart lors du deuxième tour. Dans le même temps en championnat, les performances de l'équipe, qui contient pourtant encore douze joueurs de l'effectif champion cinq ans plus tôt, ne s'améliorent pas et celle-ci termine finalement la saison en dernière position, étant ainsi reléguée de l'élite soviétique pour la première fois de son histoire après 51 ans de présence ininterrompue depuis 1938.

### 1990-1996: Passages en deuxième division et retour dans l'élite
La descente du Zénith et l'arrivée de l'entraîneur ukrainien Anatoli Konkov, amène au départ d'une grande partie des cadres de l'équipe, tandis que ceux restants réagissent négativement aux exigences strictes du nouvel entraîneur. Ces deux principaux facteurs amènent le club à démarrer la saison de manière désastreuse et d'être très vite hors du coup dans la course à la montée. Konkov est renvoyé dès le mois de mai 1990 et remplacé par Viatcheslav Boulavine, qui ne peut faire mieux qu'une dix-huitième place. Rappelé à la tête de l'équipe neuf ans après son départ, Iouri Morozov échoue lui aussi à redynamiser l'équipe qui est une nouvelle fois très vite largué au classement et termine dix-huitième à l'issue de l'exercice 1991.
La fin d'année 1991 voit un grand bouleversement du football soviétique avec la dissolution de l'Union soviétique à la fin du mois de décembre. Les anciennes compétitions disparaissent alors pour laisser placer à des championnats uniques pour chaque ancienne république. Le championnat russe est ainsi fondé en 1992 et inclut dans ses rangs les équipes russes de l'ancienne première mais également des deuxième et troisième divisions soviétiques, dont le Zénith. C'est ainsi que le club effectue son retour dans l'élite cette année-là sous la direction de Viatcheslav Melnikov, Morozov ayant remis sa démission peu avant le début de la compétition en raison d'un conflit avec ses dirigeants. Le club, qui ne s'est cependant toujours pas remis des déboires ayant entraîné sa relégation quelques années auparavant et aligne par ailleurs une équipe très jeune (20 ans et demi de moyenne d'âge), termine ainsi huitième du groupe A de première division lors de la première phase avant d'achever la saison en seizième position, tout juste en position de relégable derrière le Dinamo Stavropol, qui l'emporte au nombre de matchs remportés. Le Zénith est ainsi relégué en deuxième division après seulement une année dans l'élite.
Intégré au sein de la zone Centre du deuxième échelon en 1993, le club, notamment emmené par le buteur Vladimir Koulik, parvient cette fois à se placer en tant que prétendant à la montée tout au long de la saison. Il échoue cependant à deux points du Lada Togliatti qui l'emporte finalement et est promu à l'issue des barrages de promotion, tandis que Koulik termine deuxième meilleur buteur de la zone avec 36 buts marqués, une unité derrière Vladimir Fillimonov du Zvezda Perm. La deuxième division est réorganisée pour la saison 1994 et passe à une poule unique au sein duquel le club est conservé en raison de son classement l'année précédente. Il n'arrive cependant pas à se placer pour passer à l'échelon supérieur cette fois-ci, terminant treizième tandis que Melnikov quitte son poste en fin d'exercice. Son remplaçant est Pavel Sadyrine, qui effectue son retour sept ans et demi après son départ dans l'optique de ramener le Zénith en première division. S'appuyant notamment sur des jeunes joueurs tels que Dmitri Davydov, Denis Ougarov et Denis Zoubko, ainsi que des joueurs d'expérience comme Dmitri Bystrov et Sergueï Dmitriev, le club parvient cette fois à accrocher la troisième place du classement et à obtenir la promotion dans l'élite au terme de l'exercice 1995. Pour son retour en première division, le Zénith parvient à se maintenir aisément l'année suivante avec une dixième position. Le contrat de Sadyrine n'est cependant pas renouvelé et il quitte son poste en fin de saison.

### 1997-2002: Retour progressif au premier plan

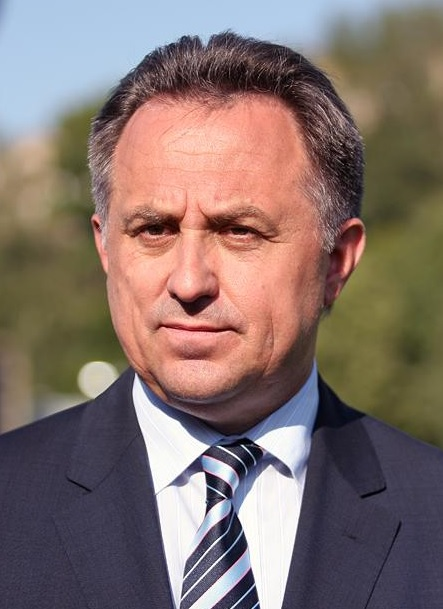
Vitali Moutko préside le Zénith de 1997 à 2003.

Anatoli Bychovets est nommé à la tête de l'équipe pour la saison 1997. Sous ses ordres, l'équipe atteint cette fois la huitième place du championnat et accède à la demi-finale de la Coupe de Russie, où il est cependant vaincu par le Dynamo Moscou. Ramenant notamment des joueurs tels que Hennadiy Popovych, Roman Maksymyuk, Sargis Hovsepian, Alexandru Curtianu ou encore Aleksandr Panov, qui fait quant à lui son retour au club, pour l'exercice 1998, Bychovets construit une équipe qui amène le Zénith à la cinquième position au classement, son meilleur classement depuis 1986. La saison est cependant terminée par Anatoli Davydov, Bychovets quittant son poste au mois de septembre pour devenir sélectionneur de la Russie. Davydov est par la suite confirmé à la tête du club pour la saison 1999. Le début d'année est cette fois marqué par le parcours de l'équipe dans la coupe nationale, où celui-ci parvient à défaire le Rostselmach Rostov en quarts de finale puis le CSKA Moscou en demi-finales pour prendre part à sa première finale de coupe depuis 1984. Lors de la finale, les Pétersbourgeois l'emportent finalement sur le score de 3-1, Panov inscrivant un doublé tandis que Maksymyuk inscrit le troisième but du Zénith qui remporte ainsi sa première compétition sous l'ère russe, et son premier trophée depuis le championnat soviétique de 1984. Il prend par la suite part à la Coupe UEFA lors de l'été 1999, où il est cependant éliminé d'entrée par l'équipe italienne de Bologne. Dans le même temps en championnat, l'équipe n'arrive pas à faire mieux qu'une huitième place.
Le mauvais début de saison 2000 amène au départ de Davydov qui est remplacé par Iouri Morozov au mois d'avril, qui effectue alors son troisième passage à la tête de l'équipe. Sous ses ordres, le club termine septième du championnat à deux points des qualifications européennes et atteint la finale de la Coupe Intertoto à l'été 2000, où il est cependant vaincu par le Celta Vigo. L'année suivante est plus productive pour le club qui, s'appuyant sur des jeunes joueurs du centre de formation comme Aleksandr Kerjakov, Andreï Archavine ou encore Viatcheslav Malafeïev, s'impose cette fois comme une des principales équipes du championnat en accrochant la troisième place à égalité avec le Lokomotiv Moscou et à quatre points du Spartak Moscou, qui l'emporte finalement. En 2002, le Zénith atteint une nouvelle finale de coupe nationale au mois de mai avant d'y être battu par le CSKA Moscou sur le score de 2-0. En championnat, le club connaît également un début de saison prometteur le voyant se placer quatrième après dix journées. L'état de santé de l'entraîneur Morozov se dégrade cependant rapidement durant cette période, amenant à sa démission au mois de juin. Ce départ soudain et inattendu affecte nettement les performances de l'équipe par la suite, qui est éliminée d'entrée par le Grasshopper Zurich en Coupe UEFA avant de s'effondrer en championnat sous la houlette de Mikhaïl Birioukov puis Boris Rapoport, achevant finalement l'année 2002 en dixième position.

### 2003-2006: Période Petržela et reprise par Gazprom
À la fin de la saison 2002, le président du club Vitali Moutko nomme le Tchèque Vlastimil Petržela à la tête de l'équipe, celui-ci ramène avec lui plusieurs joueurs originaires de son pays notamment Pavel Mareš et Radek Sirl. S'appuyant de plus sur une épine dorsale composée de joueurs issus du centre de formation comprenant Vladimir Bystrov, Igor Denissov, Vladislav Radimov, Viatcheslav Malafeïev, Aleksandr Kerjakov et Andreï Archavine, il amène pour sa première saison le Zénith à la deuxième place du championnat russe, finissant à trois points du CSKA Moscou. Il remporte par ailleurs cette année-là la seule et unique édition de la Coupe de la Ligue en battant le Tchernomorets Novorossiisk en finale au mois d'octobre 2003. L'équipe poursuit ensuite sur sa lancée lors de la saison suivante et se place pendant un temps en tête du championnat russe. Une fin de saison inconstante la voyant concéder deux défaites et un match nul lors des cinq derniers matchs, incluant un large revers 3-0 à domicile contre le CSKA, le voit cependant terminer finalement quatrième. En parallèle, le club participe à la Coupe UEFA 2004-2005 où il parvient à atteindre la phase de groupes pour la première fois. Il termine cependant quatrième du groupe H, en affichant un bilan d'une victoire pour une défaite et deux nuls, et est éliminé à ce stade.
L'année 2005 voit l'équipe atteindre dans un premier temps les demi-finales de la Coupe de Russie, où elle est cependant vaincue par le CSKA Moscou, futur vainqueur. Pendant ce temps, elle atteint une nouvelle fois la phase de groupes de la Coupe UEFA où elle termine cette fois deuxième du groupe H et accède à sa première phase finale européenne en 2006. Parallèlement, le club connaît une saison plus décevante en championnat avec une sixième place. En fin d'année, la société énergétique Gazprom, qui sponsorise le club depuis le milieu des années 1990, fait l'acquisition du club et nomme à sa tête Sergueï Foursenko, qui décide de maintenir Petržela dans ses fonctions malgré des tensions visibles entre les deux parties. Le début d'année 2006 voit le Zénith effectuer une campagne remarquable lors de la phase finale de la Coupe UEFA, éliminant Rosenborg et l'Olympique de Marseille avant de chuter en quarts de finale contre le Séville FC, futur vainqueur. Dans le même temps cependant, le club connaît un début de championnat difficile et, après une défaite 4-1 contre le Spartak Moscou à la fin du mois d'avril, Petržela quitte son poste d'entraîneur après trois ans et demi de service.

### 2006-2009: Passage de Dick Advocaat et victoire en Coupe UEFA

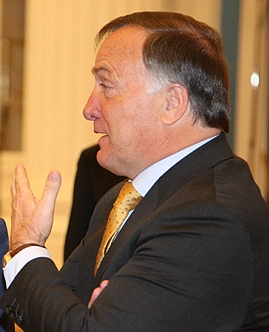
Dick Advocaat amène le Zénith à la victoire en Coupe UEFA en 2008.

Après un intérim de trois mois sous Vladimír Borovička, le Zénith nomme à sa tête l'entraîneur néerlandais Dick Advocaat au mois de juillet 2006. Son premier match officiel à domicile contre le Dynamo Moscou, qui se conclut sur un match nul 0-0, est par ailleurs le dernier match de l'histoire du club au stade Kirov, qui est par la suite démoli pour laisser place au futur stade Krestovski. Ramenant notamment le Turc Fatih Tekke avec lui durant la trêve estivale, Advocaat parvient finalement à amener le club à la quatrième place du championnat à la fin de la 2006. L'équipe est par la suite renforcée en début d'année 2007 par les acquisitions d'Alejandro Domínguez, Anatoliy Tymoshchuk, Nicolas Lombaerts et Pavel Pogrebniak, qui compensent notamment le départ d'Aleksandr Kerjakov au FC Séville. Ainsi en championnat, le Zénith parvient cette fois à dominer la compétition et à l'emporter finalement devant le Spartak Moscou à la faveur d'un bilan de dix victoires lors des onze derniers matchs du championnat qui se conclut sur une victoire contre le Saturn Ramenskoïe lors de la dernière journée pour décrocher son premier titre de champion de Russie.
En parallèle de cette victoire en championnat, le Zénith prend une nouvelle fois part à la phase de groupes de la Coupe UEFA, où il termine troisième et se qualifie à nouveau pour la phase finale. L'hiver 2008 voit notamment le club acquérir Roman Chirokov du FK Khimki et Viktor Faïzouline du Spartak Naltchik. Les deux prennent ainsi part à la campagne de l'équipe, qui élimine dans un premier temps Villarreal puis l'Olympique de Marseille, à chaque fois aux buts à l'extérieur, avant de battre le Bayer Leverkusen en quarts de finale puis le Bayern Munich lors des demi-finales, avec notamment une victoire 4-0 au match retour à Saint-Pétersbourg, pour se qualifier pour sa première finale de compétition européenne. Opposé aux Écossais des Glasgow Rangers, des buts d'Igor Denissov et Konstantine Zyrianov permettent au club de l'emporter 2-0 et de décrocher son premier titre européen, qui constitue la deuxième victoire russe en Coupe UEFA après le CSKA Moscou en 2005, tandis que Pogrebniak termine meilleur buteur de la compétition avec dix buts inscrits. Qualifiés ensuite pour la Supercoupe de l'UEFA au mois d'août, les Pétersbourgeois l'emportent contre Manchester United grâce à des buts de Pogrebniak et Danny, recruté durant l'été 2008. Qualifié ensuite en Ligue des champions grâce à sa victoire de 2007, le Zénith se voit placé dans un groupe H très relevé comprenant notamment la Juventus et le Real Madrid, et ne parvient à remporter qu'un seul match contre le BATE Borisov et à obtenir deux matchs nuls. Cela suffit tout de même à lui assurer une troisième place synonyme de repêchage en Coupe UEFA, où il est cependant éliminé en huitièmes de finale par l'Udinese Calcio.
Ces performances européennes s'accompagnent cependant de prestations domestiques plus décevantes, le Zénith étant éliminé de la Coupe de Russie 2008-2009 dès les seizièmes de finale par le Sibir Novossibirsk tandis qu'il termine l'année 2008 à la cinquième place du championnat. Le début d'année 2009 voit la plupart des grands joueurs de l'épopée européenne de l'année précédente quitter le club, Archavine, Tymoshchuk et Pogrebniak s'en allant en Europe de l'Ouest tandis que Domínguez rejoint le Rubin Kazan. Les arrivées d'Igor Semchov, Fernando Meira et Szabolcs Huszti n'arrivent pas à compenser ces départs, et après un début de saison difficile voyant l'équipe empêtrée en milieu de classement au mois d'août, Advocaat est finalement renvoyé de son poste tandis qu'Anatoli Davydov assure l'intérim jusqu'à la fin de saison. Sous ses ordres, le Zénith connaît d'abord un revers important en coupe d'Europe en échouant aux barrages de la Ligue Europa face au CD Nacional, mais parvient par la suite à renverser nettement la tendance en championnat, notamment grâce au retour de Vladimir Bystrov qui marque six buts lors des dix derniers matchs, et à se placer finalement troisième en fin d'année.

### 2010-2014: Ère Luciano Spalletti

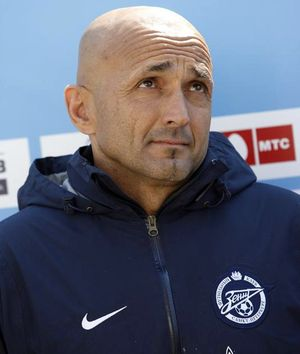
Sous les ordres de Luciano Spalletti, le Zénith remporte deux championnats en 2010 et 2012.

Après la fin de la saison 2009, afin de redynamiser l'équipe, les dirigeants du club nomment au mois de décembre l'Italien Luciano Spalletti au poste d'entraîneur, celui-ci sortant alors d'un passage de quatre ans à l'AS Rome et étant réputé pour son jeu d'attaque. Son arrivée s'accompagne par ailleurs de l'arrivée de l'attaquant serbe Danko Lazović du PSV Eindhoven et du retour d'Aleksandr Kerjakov en provenance du Dynamo Moscou. Le début de l'exercice 2010 sous ses ordres est une réussite, le Zénith restant invaincu durant toute la première moitié du championnat et remportant en parallèle la coupe nationale face au Sibir Novossibirsk. À l'été l'équipe se renforce encore avec les arrivées de Bruno Alves en défense, Sergueï Semak au milieu de terrain et Aleksandr Boukharov en attaque. Ces recrutements ne permettent cependant pas au club d'atteindre la phase de groupes de la Ligue des champions, celui-ci étant vaincu en barrages par l'AJ Auxerre avant d'être repêché en Ligue Europa, où il passe cependant la phase de groupes avec aisance en remportant six victoires en six matchs dans le groupe H, tandis qu'il décroche finalement le titre national en fin d'année avec six points d'avance sur le CSKA Moscou, ayant néanmoins concédé des défaites contre ce dernier et le Spartak Moscou. La campagne européenne s'achève quant à elle en mars 2011 avec une élimination en 1/8 de finale contre le FC Twente.

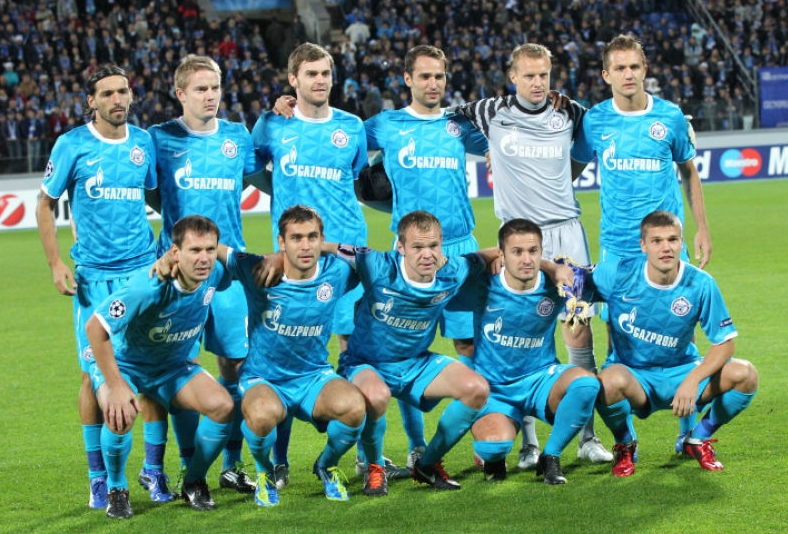
Photo d'équipe en septembre 2011.

Le Zénith continue sur sa lancée en championnat lors de la saison 2011-2012, dominant la première puis la seconde phase de la compétition et terminant champion pour la troisième fois avec 88 points en 44 matchs, soit treize de plus que son dauphin le Spartak Moscou. En Ligue des champions, le club prend cette fois part directement à la phase de poules où il est inclus au groupe G en compagnie du FC Porto et du Chakhtar Donetsk notamment. Affichant un bilan de deux victoires et trois matchs nuls pour une défaite, il parvient ainsi à finir deuxième du groupe derrière l'APOEL Nicosie et à se qualifier pour la phase finale pour la première fois de son histoire, étant cependant éliminé dès les huitièmes de finale par le Benfica Lisbonne.
L'été 2012 voit notamment le Zénith recruter les internationaux brésilien et belge Hulk et Axel Witsel pour un montant total de 80 millions d'euros. Malgré ces achats, le club échoue cette fois à la troisième place en phase de groupe de Ligue des champions et est repêché en Ligue Europa où il est sorti en huitièmes de finale par le FC Bâle. Dans le même temps, il ne parvient pas à conserver son titre de champion, terminant deuxième derrière le CSKA Moscou. L'équipe traverse par la suite une phase de transition lors de la saison 2013-2014, avec les départs de plusieurs cadres tels que Vladimir Bystrov, Roman Chirokov ou encore Igor Denissov. Renforcé dans l'autre sens par les arrivées d'Oleg Chatov et Igor Smolnikov, le Zénith parvient à sortir des groupes de Ligue des champions en finissant deuxième du groupe G derrière l'Atlético Madrid avant d'être éliminé à nouveau en huitièmes de finale par le Borussia Dortmund. Les résultats en championnat sont cependant plus décevants, et Spalletti est finalement renvoyé en mars 2014,.

### 2014-2018: Des performances inconstantes

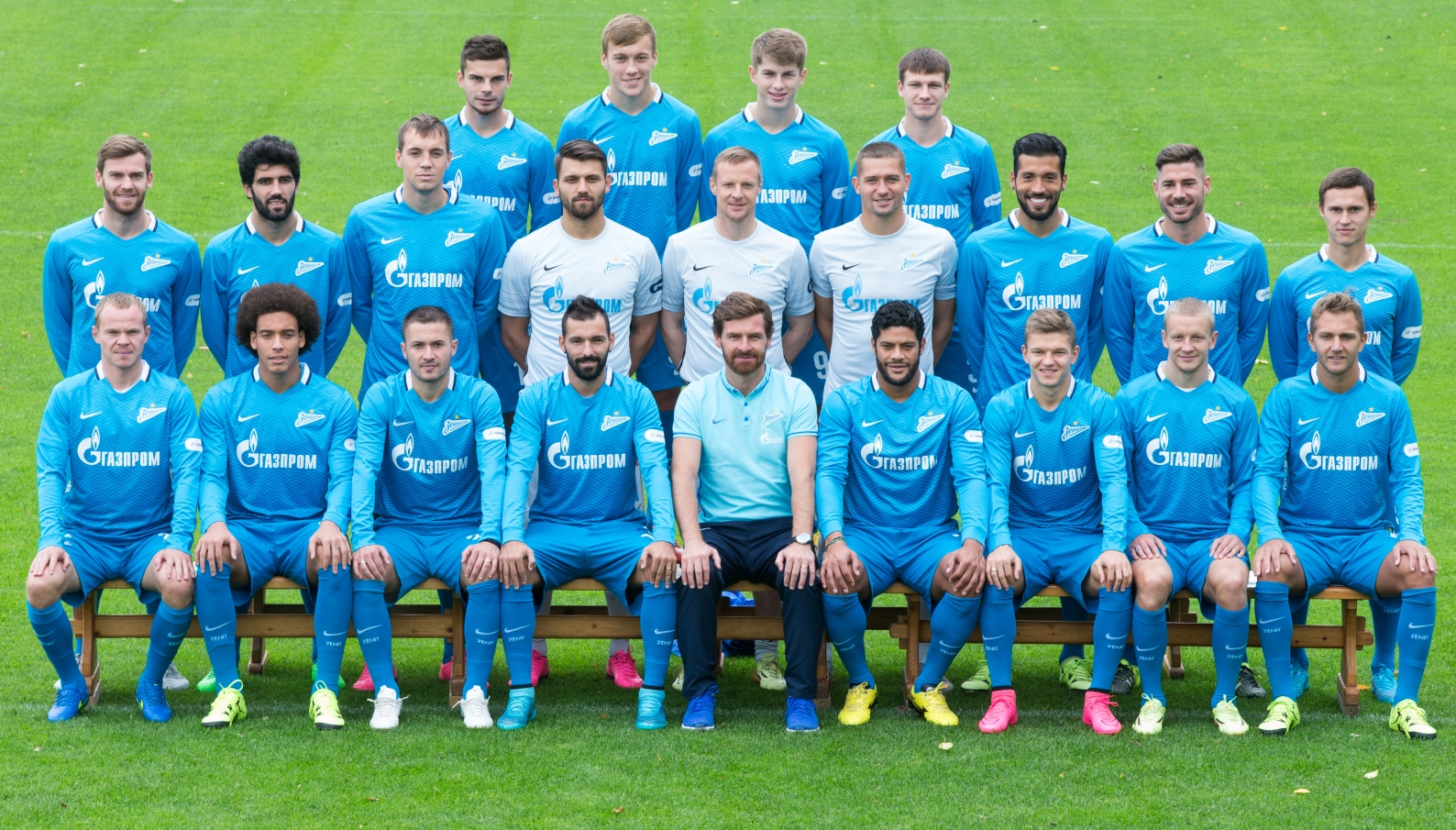
Photo d'effectif en septembre 2015.

Après un bref intérim de Sergueï Semak, l'entraîneur portugais André Villas-Boas prend la tête de l'équipe pour la fin de saison, où il échoue finalement à la deuxième position derrière le CSKA. Recrutant à l'été 2014 Javi García et Ezequiel Garay, il n'arrive cependant pas à sortir des groupes de Ligue des champions et est repêché en Ligue Europa, où il atteint les quarts de finale avant d'être éliminé par le futur vainqueur le FC Séville. En championnat, son équipe domine largement la compétition et termine championne avec sept points d'avance sur le CSKA, tandis que Hulk termine meilleur buteur avec quinze buts marqués. Le Zénith recrute notamment durant l'été 2015 Iouri Jirkov et Aleksandr Kokorin, tandis que Villas-Boas annonce son départ à la fin de la saison 2015-2016 dès le mois de septembre 2015. Malgré cela, le club connaît une saison européenne relativement réussie, celui-ci remportant aisément le groupe B de la Ligue des champions avec cinq victoires pour une défaite, avant d'être éliminé une fois de plus en huitièmes de finale par le Benfica Lisbonne. En championnat cependant, l'équipe est trop inconstante pour prétendre au titre et termine finalement troisième à six points du CSKA Moscou. L'entraîneur lusophone arrive cependant à remporter un dernier trophée en gagnant la Coupe de Russie contre cette dernière équipe.
Pour pallier le départ de Villas-Boas, le Zénith nomme à sa tête le Roumain Mircea Lucescu, qui sort d'une période de douze années avec le Chakhtar Donetsk. Son arrivée coincide cependant avec plusieurs départs de poids, Hulk, Ezequiel Garay et Axel Witsel quittant tous le club durant l'été 2016, tandis que Branislav Ivanović, Robert Mak et Andreï Louniov font notamment leur arrivée dans l'équipe. Sur le plan européen, l'équipe démarre cette fois directement en Ligue Europa, où elle domine facilement le groupe D mais chute dès le stade des seizièmes de finale contre Anderlecht tandis qu'elle déçoit à nouveau en championnat avec une nouvelle place de troisième à huit points du Spartak Moscou, amenant au renvoi de Lucescu dès la fin de la saison. À sa suite est nommé l'Italien Roberto Mancini, qui procède à une nette revue d'effectif, qui est notamment marquée par l'arrivée de plusieurs jeunes joueurs argents tels que Leandro Paredes, Sebastián Driussi et Emiliano Rigoni notamment, ainsi que de locaux comme Aleksandr Yerokhine ou encore Daler Kouziaïev. Malgré cela, le Zénith connaît une nouvelle saison décevante, avec un huitième de finale de Ligue Europa perdu face au RB Leipzig et une saison désastreuse en championnat qui voit l'équipe terminer à la cinquième position, sa place la plus basse depuis 2008. Mancini est ainsi lui aussi renvoyé après une année seulement.

### 2018-: Domination domestique sous Sergueï Semak

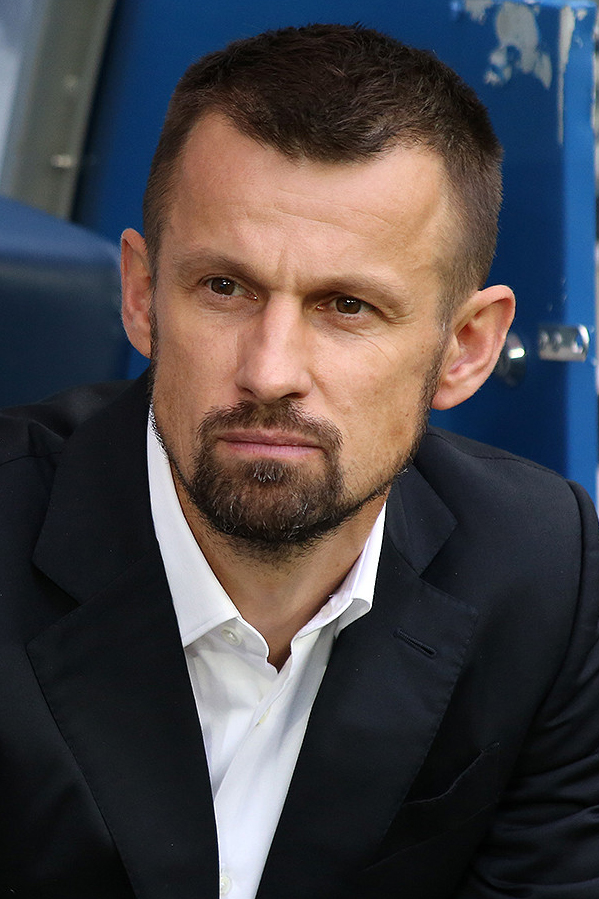
Sergueï Semak amène le Zénith à quatre titres de champion entre 2019 et 2022.

À la place de Mancini est cette fois nommé Sergueï Semak, qui sort alors d'un passage réussi au FK Oufa et devient le premier entraîneur russe non-intérimaire du club depuis 2002, devant de plus faire avec le départ notable du capitaine Domenico Criscito et l'arrivée de Claudio Marchisio de la Juventus durant l'été 2018. Commençant son mandat par le troisième tour de qualification de la Ligue Europa contre le Dinamo Minsk, le premier match de Semak s'achève sur une large défaite 4-0, tandis que le match retour une semaine plus tard voit le Zénith renverser la tendance en l'emportant sur le score de 8-1 à l'issue de la prolongation pour obtenir la qualification,. Il amène par la suite l'équipe à la phase de groupes où il remporte le groupe C et se qualifie pour la phase finale avant d'être éliminé en huitièmes de finale par Villarreal. Au même moment, en championnat, porté par un bon début de saison, le Zénith prend rapidement la tête de la compétition, bien que subissant trois défaites juste avant la trêve hivernale. Le club effectue par la suite le gros de son recrutement durant l'hiver 2019, le départ de Leandro Paredes au Paris Saint-Germain permettant de financer les arrivées de Sardar Azmoun, Wílmar Barrios et Yaroslav Rakitskiy. Fort de ces nouvelles recrues, le club effectue une deuxième partie de championnat quasi parfaite pour remporter son cinquième titre de champion de Russie à trois journées de la fin.
L'été 2019 voit notamment l'arrivée du Brésilien Malcom pour un montant de 40 millions d'euros mais également de Douglas Santos, Viatcheslav Karavaïev et Alekseï Soutormine pour des dépenses totales de près de 67 millions d'euros, tandis que plusieurs joueurs sont vendus, notamment au FK Sotchi, pour un total d'environ 18 millions d'euros. Cette bonne forme ne se traduit cependant pas en Ligue des champions, où le club termine dernier de son groupe avec un bilan de deux victoires, un match nul et trois défaites derrière Benfica et l'Olympique lyonnais. La saison est marquée par une longue interruption due à la pandémie de Covid-19 ; malgré ces circonstances, le Zénith remporte finalement son sixième titre de champion à quatre journées de la fin au début du mois de juillet 2020,. Par la suite, les deux attaquants du club Sardar Azmoun et Artyom Dziouba terminent meilleurs buteurs du championnat avec 17 buts marqués chacun, bien qu'Azmoun soit le seul officiellement titré car ayant inscrit moins de penalties que son coéquipier. Le Zénith remporte dans la foulée la finale de la Coupe de Russie aux dépens du FK Khimki, club de deuxième division, afin de compléter le deuxième doublé de son histoire après celui de 2010. Au début du mois d'août, le club décroche son troisième titre en un mois en gagnant la Supercoupe de Russie face au Lokomotiv Moscou.
Malgré ces dernières performances et les recrutements de Wendel et Dejan Lovren, l'équipe connaît une nouvelle campagne décevante sur la scène européenne en finissant quatrième de son groupe de Ligue des champions en enregistrant cette fois un seul match nul pour cinq défaites dans un groupe composé du Borussia Dortmund, de la Lazio Rome et du Club Bruges. Elle continue cependant de dominer le championnat en se plaçant à nouveau en tête au moment de la trêve hivernale avec une avance de quatre points sur le CSKA Moscou avant de finalement remporter un troisième titre consécutif avec deux matchs restants. Le club échoue cependant à conserver son titre en coupe où il est éliminé dès les huitièmes de finale par l'Arsenal Toula.

## Bilan sportif

### Palmarès
| Compétitions russes | Compétitions soviétiques | Compétitions internationales                                                                                                |
| --- | --- | --- |
| - Championnat de Russie (10) - Vainqueur : 2007, 2010, 2012, 2015, 2019, 2020, 2021, 2022, 2023 et 2024 - Vice-champion : 2003, 2013 et 2014. - Coupe de Russie (5) - Vainqueur : 1999, 2010, 2016, 2020 et 2024. - Finaliste : 2002. - Coupe de la Ligue (1) - Vainqueur : 2003. - Supercoupe de Russie (9) - Vainqueur : 2008, 2011, 2015, 2016, 2020, 2021, 2022, 2023 et 2024. - Finaliste : 2012, 2013 et 2019. | - Championnat d'Union soviétique (1) - Champion : 1984. - Coupe d'Union soviétique (1) - Vainqueur : 1944. - Finaliste : 1939 et 1984. - Supercoupe d'Union soviétique (1) - Vainqueur : 1984. - Coupe de la fédération soviétique - Finaliste : 1986. | - Supercoupe de l'UEFA (1) - Vainqueur : 2008. - Ligue Europa (1) - Vainqueur : 2008. - Coupe Intertoto - Finaliste : 2000. |

### Classements en championnat
La frise ci-dessous résume les classements successifs du club en championnat d'Union soviétique.
La frise ci-dessous résume les classements successifs du club en championnat de Russie.

### Bilan général
|               | Compétition                          | Titres | M     | V     | N   | D   | BP    | BC    | Diff. |
| URSS          | Championnat d'Union soviétique       | 1      | 1 388 | 461   | 400 | 527 | 1 711 | 1 889 | -178  |
| URSS          | Championnat d'Union soviétique de D2 | -      | 102   | 22    | 32  | 48  | 107   | 137   | -30   |
| URSS          | Coupe d'Union soviétique             | 1      | 152   | 68    | 35  | 49  | 208   | 171   | +37   |
| URSS          | Coupe de la fédération               | -      | 23    | 6     | 3   | 14  | 21    | 35    | -14   |
| URSS          | Supercoupe d'Union soviétique        | 1      | 2     | 2     | 0   | 0   | 3     | 1     | +2    |
| URSS          | Total URSS                           | 3      | 1 667 | 559   | 470 | 638 | 2 050 | 2 233 | -183  |
|               |                                      |        |       |       |     |     |       |       |       |
| Russie        | Championnat de Russie                | 9      | 862   | 449   | 236 | 177 | 1 469 | 822   | +647  |
| Russie        | Championnat de Russie de D2          | -      | 122   | 63    | 25  | 34  | 196   | 124   | +72   |
| Russie        | Coupe de Russie                      | 4      | 105   | 62    | 17  | 26  | 205   | 104   | +101  |
| Russie        | Supercoupe de Russie                 | 7      | 10    | 6     | 1   | 3   | 16    | 11    | +5    |
| Russie        | Coupe de la Ligue                    | 1      | 8     | 4     | 3   | 1   | 15    | 9     | +6    |
| Russie        | Total Russie                         | 20     | 1 107 | 584   | 282 | 241 | 1 901 | 1 070 | +831  |
|               |                                      |        |       |       |     |     |       |       |       |
| International | Ligue des champions                  | -      | 76    | 30    | 14  | 32  | 97    | 96    | +1    |
| International | Ligue Europa                         | 1      | 117   | 60    | 21  | 36  | 208   | 142   | +66   |
| International | Coupe Intertoto                      | -      | 8     | 6     | 1   | 1   | 17    | 7     | +10   |
| International | Supercoupe de l'UEFA                 | 1      | 1     | 1     | 0   | 0   | 2     | 1     | +1    |
| International | Coupe de la CEI                      | -      | 5     | 2     | 1   | 2   | 8     | 7     | +1    |
| International | Total International                  | 2      | 208   | 99    | 38  | 70  | 332   | 254   | +78   |
|               |                                      |        |       |       |     |     |       |       |       |
| Total         | Total                                | 25     | 2 982 | 1 242 | 790 | 949 | 4 283 | 3 557 | +726  |

## Personnalités du club

### Entraîneurs
La liste suivante présente les différents entraîneurs du club depuis 1934 :
- Boris Ivine (en) (1934)
- Pavel Boutoussov (1935)
- Piotr Filippov (en) (1936-1937)
- Boris Ivine (en) (janvier 1938-juin 1938)
- Konstantin Iegorov (en) (juin 1938-mai 1940)
- Piotr Filippov (en) (mai 1940-décembre 1940)
- Konstantin Lemechev (en) (1941-1945)
- Mikhaïl Boutoussov (en) (janvier 1946-août 1946)
- Ivan Talanov (en) (août 1946-juin 1948)
- Konstantin Lemechev (en) (juin 1948-septembre 1950)
- Gueorgui Lassine (en) (septembre 1950-décembre 1951)
- Vladimir Lemechev (en) (décembre 1951-avril 1954)
- Nikolaï Lioukchinov (en) (avril 1954-décembre 1955)
- Arkadi Alov (en) (janvier 1956-juin 1957)
- Gueorgui Jarkov (en) (juin 1957-août 1960)
- Guennadi Bondarenko (en) (août 1960-décembre 1960)
- Ievgueni Ieliseïev (janvier 1961-août 1964)
- Valentin Fiodorov (en) (août 1964-décembre 1966)
- Arkadi Alov (en) (1967)
- Artiom Falian (en) (janvier 1968-juin 1970)
- Ievgueni Gorianski (en) (juin 1970-décembre 1972)
- German Zonine (janvier 1973-octobre 1977)
- Iouri Morozov (octobre 1977-décembre 1982)
- Pavel Sadyrine (janvier 1983-juin 1987)
- Vladimir Goloubev (en) (juillet 1987-décembre 1987)
- Stanislav Zavidonov (en) (janvier 1988-mai 1989)
- Vladimir Goloubev (en) (mai 1989-décembre 1989)
- Anatoli Konkov (janvier 1990-mai 1990)
- Viatcheslav Boulavine (en) (mai 1990-décembre 1990)
- Iouri Morozov (janvier 1991-mars 1992)
- Viatcheslav Melnikov (en) (mars 1992-décembre 1994)
- Pavel Sadyrine (janvier 1995-novembre 1996)
- Anatoli Bychovets (novembre 1996-septembre 1998)
- Anatoli Davydov (septembre 1998-avril 2000)
- Iouri Morozov (avril 2000-juin 2002)
- Mikhaïl Birioukov (en) (juin 2002-août 2002)
- Boris Rappoport (août 2002-novembre 2002)
- Vlastimil Petržela (novembre 2002-mai 2006)
- Vladimír Borovička (en) (mai 2006-juillet 2006)
- Dick Advocaat (juillet 2006-août 2009)
- Anatoli Davydov (août 2009-décembre 2009)
- Luciano Spalletti (décembre 2009-mars 2014)
- André Villas-Boas (mars 2014-mai 2016)
- Mircea Lucescu (juin 2016-mai 2017)
- Roberto Mancini (juin 2017-mai 2018)
- Sergueï Semak (mai 2018-)

### Effectif professionnel actuel
Le premier tableau liste l'effectif professionnel du Zénith Saint-Pétersbourg pour la saison 2024-2025. Le second recense les prêts effectués par le club lors de cette même saison.
En grisé, les sélections de joueurs internationaux chez les jeunes mais n'ayant jamais été appelés aux échelons supérieurs une fois l'âge-limite dépassé ou les joueurs ayant pris leur retraite internationale.

### Joueurs emblématiques

#### Distinctions individuelles

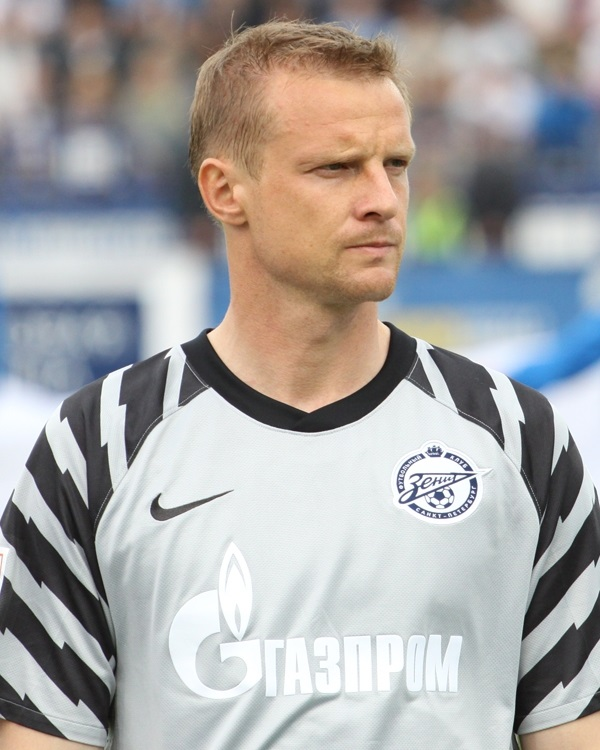
Viatcheslav Malafeïev passe l'intégralité de sa carrière au Zénith entre 1999 et 2016.

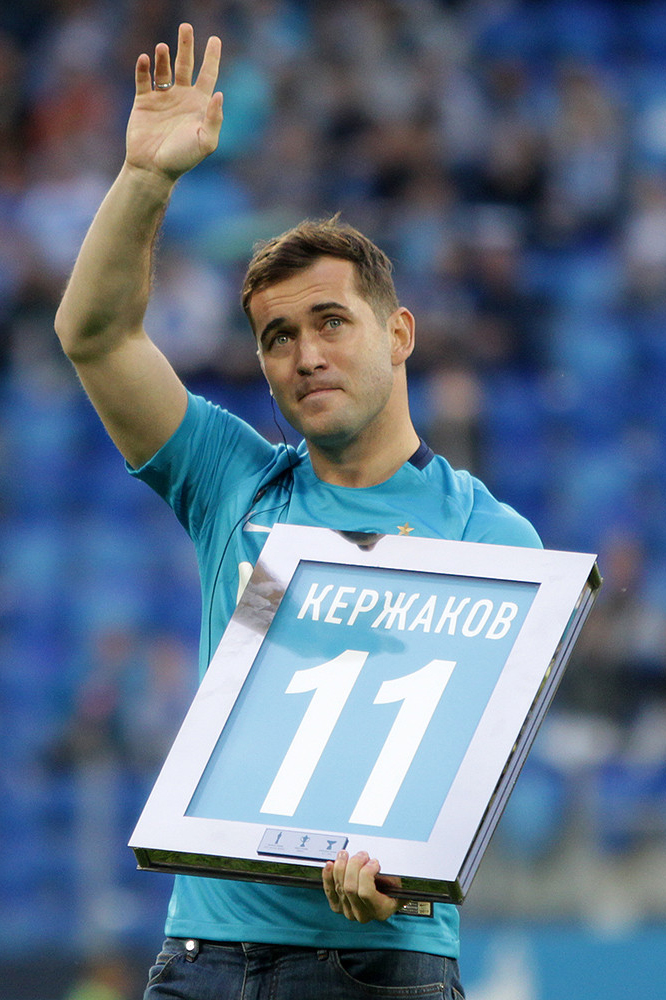
Avec 162 buts marqués entre 2001 et 2017, Aleksandr Kerjakov est le meilleur buteur de l'histoire du club.

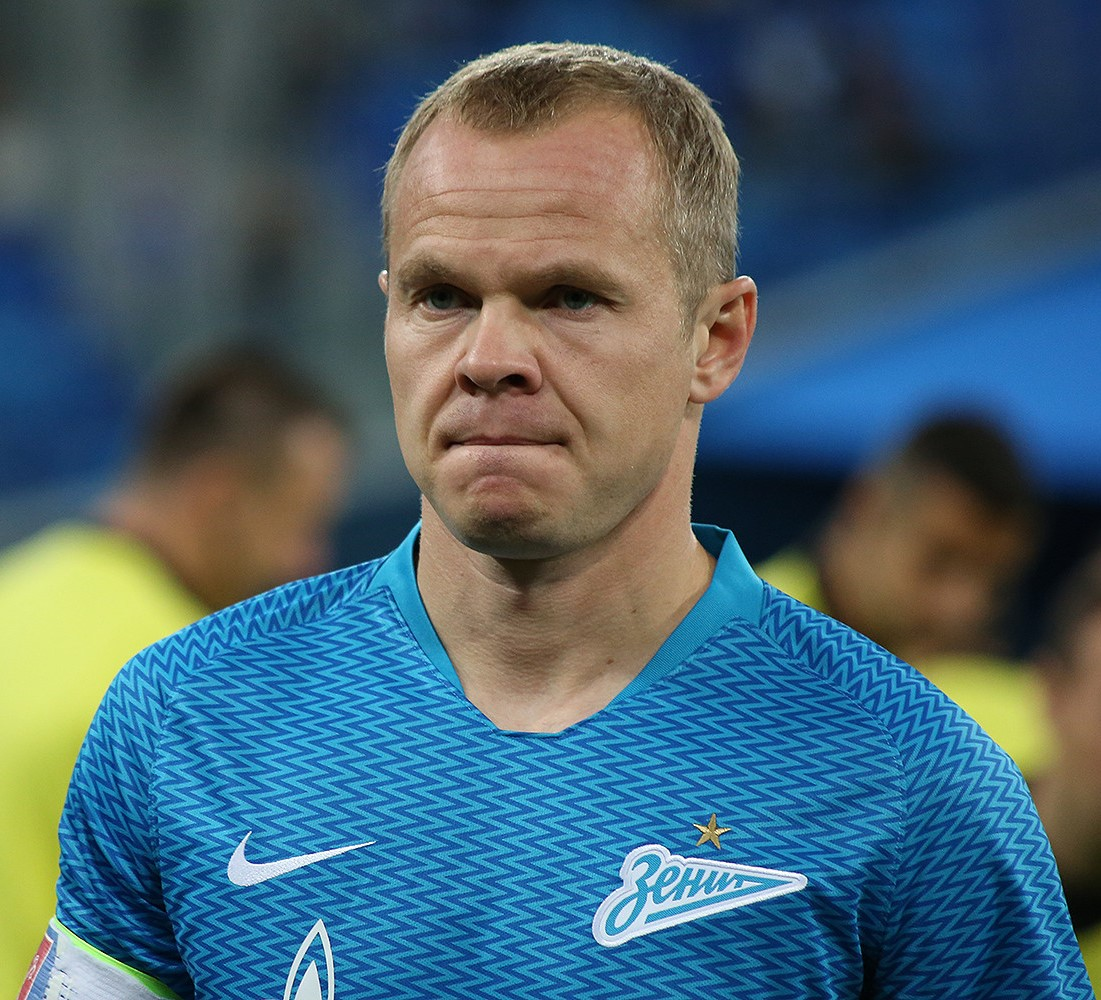
Présent de 2005 à 2020, Aleksandr Anioukov est le quatrième joueur le plus capé du club avec 418 matchs joués.

La liste suivante présente les joueurs ayant obtenu des distinctions individuelles notables au cours de leur passage au club.
| Nom                        | Période au club     | Performances, |
| -------------------------- | ------------------- | --- |
| Leonid Ivanov              | 1939-1956           | Liste des 33 meilleurs joueurs d'URSS entre 1949 et 1954. |
| Fridrikh Marioutine (en)   | 1946-1956           | Liste des 33 meilleurs joueurs d'URSS en 1948, 1950 et 1952. |
| Aleksandr Ivanov           | 1950-1960           | Liste des 33 meilleurs joueurs d'URSS entre 1951 et 1953. |
| Stanislav Zavidonov (en)   | 1957-1966           | Liste des 33 meilleurs joueurs d'URSS en 1962. |
| Boris Batanov (en)         | 1958-1959           | Liste des 33 meilleurs joueurs d'URSS en 1959. |
| Vassili Danilov            | 1961-1968           | Liste des 33 meilleurs joueurs d'URSS entre 1961 et 1963, puis en 1965 et 1966. |
| Pavel Sadyrine             | 1965-1975           | Liste des 33 meilleurs joueurs d'URSS en 1965. |
| Vladimir Goloubev (en)     | 1968-1981           | Liste des 33 meilleurs joueurs d'URSS en 1976 et 1977. |
| Gueorgui Khromtchenko (ru) | 1969-1976           | Liste des 33 meilleurs joueurs d'URSS en 1972. |
| Iouri Zagoumennykh (ru)    | 1970-1975           | Liste des 33 meilleurs joueurs d'URSS en 1972. |
| Vladimir Kazatchionok      | 1971-1975 1979-1983 | Liste des 33 meilleurs joueurs d'URSS en 1974, 1979 et 1980. |
| Anatoli Zintchenko (en)    | 1972-1975 1979-1980 | Liste des 33 meilleurs joueurs d'URSS en 1972. |
| Nikolaï Larionov           | 1975-1976 1979-1989 | Liste des 33 meilleurs joueurs d'URSS entre 1983 et 1985. |
| Aleksandr Markine          | 1975-1977           | Meilleur buteur du championnat soviétique en automne 1976. Liste des 33 meilleurs joueurs d'URSS en 1976. |
| Anatoli Davydov            | 1975-1988 1997      | Joueur le plus capé de l'histoire du club (456 matchs). Liste des 33 meilleurs joueurs d'URSS en 1979 et 1982. |
| Viatcheslav Melnikov (en)  | 1976-1986           | Liste des 33 meilleurs joueurs d'URSS en 1983. |
| Vladimir Klementiev (en)   | 1976-1988           | Liste des 33 meilleurs joueurs d'URSS en 1984. |
| Alekseï Stepanov (ru)      | 1980-1981 1982-1990 | Liste des 33 meilleurs joueurs d'URSS en 1984. |
| Valeri Broshine            | 1980-1985 1994      | Liste des 33 meilleurs joueurs d'URSS en 1984. |
| Iouri Guerasimov (ru)      | 1980-1987           | Liste des 33 meilleurs joueurs d'URSS en 1980. |
| Iouri Jeloudkov (en)       | 1980-1989 1991      | Liste des 33 meilleurs joueurs d'URSS en 1980. |
| Mikhaïl Birioukov (en)     | 1980-1991           | Prix Lev Yachine en 1984. Liste des 33 meilleurs joueurs d'URSS en 1984. |
| Sergueï Dmitriev           | 1982-1988 1995-1996 | Liste des 33 meilleurs joueurs d'URSS en 1985 et 1986. |
| Roman Berezovsky           | 1994-2000           | Prix Strelets (ru) du meilleur gardien de but et du meilleur joueur étranger de Russie en 1997. |
| Aleksandr Panov            | 1997-2000           | Équipe-type du championnat de Russie (ru) en 1999 et 2000. Prix Strelets du meilleur attaquant de Russie en 1999. |
| Viatcheslav Malafeïev      | 1999-2016           | Prix Lev Yachine en 2003, 2007 et 2012. Équipe-type du championnat de Russie en 2004 et 2012. |
| Andreï Archavine           | 2000-2008 2012-2015 | Footballeur de l'année en Russie en 2006. Équipe-type du championnat de Russie entre 2005 et 2008. |
| Vladimir Bystrov           | 2001-2005 2009-2014 | Équipe-type du championnat de Russie en 2004, 2009 et 2010. |
| Aleksandr Kerjakov         | 2001-2006 2010-2017 | Meilleur buteur de l'histoire du club (162 buts). Footballeur de l'année en Russie en 2010 (RFS). Meilleur buteur du championnat de Russie en 2004. Équipe-type du championnat de Russie entre 2002 et 2004 puis en 2010. Prix Strelets du meilleur attaquant de Russie en 2002 et 2003. |
| Igor Denissov              | 2001-2013           | Footballeur de l'année en Russie en 2012 (RFS). Équipe-type du championnat de Russie en 2010 et 2012. |
| Radek Širl                 | 2003-2010           | Équipe-type du championnat de Russie en 2008. |
| Aleksandr Anioukov         | 2005-2020           | Plus grand nombre de matchs en compétitions européennes (106 matchs) Équipe-type du championnat de Russie entre 2008 et 2010, puis en 2012 et 2013. |
| Pavel Pogrebniak           | 2007-2009           | Meilleur buteur de la Coupe UEFA en 2008. |
| Anatoliy Tymoshchuk        | 2007-2009 2013-2015 | Équipe-type du championnat de Russie en 2007 et 2008. |
| Nicolas Lombaerts          | 2007-2017           | Équipe-type du championnat de Russie en 2012 et 2015. Joueur étranger de l'année en 2012. |
| Konstantine Zyrianov       | 2007-2017           | Footballeur de l'année en Russie en 2007. Équipe-type du championnat de Russie en 2007, 2009 et 2010. |
| Roman Chirokov             | 2008-2014           | Footballeur de l'année en Russie en 2012 et 2013 (Futbol (en)). Équipe-type du championnat de Russie en 2012 et 2014. |
| Tomáš Hubočan              | 2008-2014           | Équipe-type du championnat de Russie en 2010. |
| Danny                      | 2008-2017           | Footballeur de l'année en Russie en 2010 (Sport-Express et Futbol (en)). Équipe-type du championnat de Russie en 2008, 2010, 2014 et 2015. |
| Domenico Criscito          | 2011-2018           | Équipe-type du championnat de Russie en 2012, 2015 et 2018. |
| Hulk                       | 2012-2016           | Meilleur buteur du championnat de Russie en 2015. Footballeur de l'année en Russie en 2015. Équipe-type du championnat de Russie entre 2014 et 2016. |
| Oleg Chatov                | 2013-2020           | Équipe-type du championnat de Russie en 2015. |
| Igor Smolnikov             | 2013-2020           | Équipe-type du championnat de Russie en 2016. |
| Ezequiel Garay             | 2014-2016           | Équipe-type du championnat de Russie en 2015. |
| Artyom Dziouba             | 2015-2022           | Footballeur de l'année en Russie en 2018 et 2020. Meilleur buteur du championnat de Russie en 2020 et 2021. Équipe-type du championnat de Russie en 2017, 2019, 2020 et 2021. |
| Iouri Jirkov               | 2016-2021           | Équipe-type du championnat de Russie en 2019 et 2020. |
| Aleksandr Kokorin          | 2016-2020           | Équipe-type du championnat de Russie en 2018. |
| Branislav Ivanović         | 2017-2020           | Équipe-type du championnat de Russie en 2019 et 2020. |
| Sardar Azmoun              | 2019-2021           | Meilleur buteur du championnat de Russie en 2020. Équipe-type du championnat de Russie en 2020 et 2021. |
| Wílmar Barrios             | 2019-               | Équipe-type du championnat de Russie en 2020. |
| Yaroslav Rakitskiy         | 2019-2022           | Équipe-type du championnat de Russie en 2020 et 2021. |
| Douglas Santos             | 2019-               | Équipe-type du championnat de Russie en 2021 et 2022. |
| Malcom                     | 2019-               | Équipe-type du championnat de Russie en 2022. |
| Claudinho                  | 2021-               | Équipe-type du championnat de Russie en 2022. |

| #  | Nom                    | Période              | Matchs |
| -- | ---------------------- | -------------------- | ------ |
| 1  | Anatoli Davydov        | 1975-1988, 1997      | 456    |
| 2  | Viatcheslav Malafeïev  | 1999-2016            | 442    |
| 3  | Lev Bourtchalkine      | 1957-1972            | 423    |
| 4  | Aleksandr Anioukov     | 2005-2020            | 418    |
| 5  | Aleksandr Kerjakov     | 2001-2006, 2010-2017 | 387    |
| 6  | Vladimir Goloubev (en) | 1968-1981            | 384    |
| 7  | Mikhaïl Birioukov (en) | 1980-1991            | 383    |
| 8  | Andreï Archavine       | 2000-2008, 2012-2015 | 373    |
| 9  | Mikhaïl Lokhov (ru)    | 1967-1974, 1976-1979 | 371    |
| 10 | Pavel Sadyrine         | 1965-1975            | 360    |

| #  | Nom                      | Période              | Buts |
| -- | ------------------------ | -------------------- | ---- |
| 1  | Aleksandr Kerjakov       | 2001-2006, 2010-2017 | 168  |
| 2  | Artyom Dziouba           | 2015-                | 106  |
| 3  | Vladimir Koulik          | 1991-1996            | 101  |
| 4  | Iouri Jeloudkov (en)     | 1980-1991            | 87   |
| 5  | Vladimir Klementiev (en) | 1976-1988            | 84   |
| 6  | Lev Bourtchalkine        | 1957-1972            | 82   |
| 7  | Andreï Archavine         | 2000-2008, 2012-2015 | 80   |
| 8  | Vladimir Kazatchionok    | 1971-1975, 1979-1983 | 78   |
| 9  | Hulk                     | 2012-2016            | 77   |
| 10 | Danny                    | 2008-2017            | 69   |

#### Autres joueurs notables
- Arkadi Afanasiev (ru) (1983-1990)
- Dmitri Barannik (en) (1981-1990)
- Stanislav Belikov (ru) (1961-1966)
- Viktor Bodrov (ru) (1940-1948)
- Sergueï Bondarenko (en) (1978-1981)
- Viatcheslav Boulavine (en) (1967-1978)
- Lev Bourtchalkine (1957-1972)
- Anatoli Dergatchiov (ru) (1956-1960, 1962-1966)
- Aleksandr Deriomov (en) (1971-1975)
- Vassili Faline (ru) (1947-1953)
- Mikhaïl Fokine (ru) (1967-1968, 1971-1974)
- Nikolaï Gartvig (ru) (1947-1955)
- Mark Gek (ru) (1956-1961)
- Vladimir Gontcharov (ru) (1967-1973)
- Ivan Komarov (ru) (1946-1953)
- Nikolaï Kopous (ru) (1946-1953)
- Anatoli Korotkov (ru) (1947-1951)
- Boris Kokh (ru) (1970-1973)
- Lazar Kravets (ru) (1946-1956)
- Vadim Khrapovitski (ru) (1947-1953)
- Boris Levin-Kogan (en) (1941-1951)
- Mikhaïl Lokhov (ru) (1967-1979)
- Vladimir Mechtcheriakov (ru) (1956-1962)
- Vladimir Naoumov (ru) (1965-1971)
- Vladimir Oleïnik (ru) (1962-1967)
- Guennadi Ounanov (ru) (1974-1979)
- Alekseï Pchenitchny (ru) (1941-1951)
- Andreï Redkous (ru) (1974-1979)
- Nikolaï Riazanov (ru) (1957-1967)
- Nikolaï Smirnov (ru) (1944-1953)
- Robert Soveïko (ru) (1955-1966)
- Alekseï Stepanov (ru) (1980-1990)
- Alekseï Strepetov (ru) (1968-1976)
- Boris Tchoukhlov (en) (1979-1989)
- Guennadi Timofeïev (ru) (1981-1980)
- Sergueï Vedeneïev (ru) (1980-1986, 1988-1989)
- Youri Voïnov (1951-1955)
- Nikolaï Vorobiov (en) (1984-1990)
- Vladimir Vostroïlov (ru) (1962-1967)
- Gueorgui Vyoun (en) (1968-1975)
- Stanislav Zavidonov (en) (1957-1966)
- Igor Zazouline (en) (1991-1999)
- Aleksandr Ziablikov (ru) (1934-1941)
- Artur Belotserkovets (en) (1991-1998)
- Maksim Bokov (1990-1996)
- Aleksandr Boukharov (2010-2014)
- Dmitri Davydov (en) (1994-2002)
- Maksim Demenko (en) (2000-2001)
- Oleg Dmitriev (en) (1990-1998)
- Vladimir Dolgopolov (en) (1989-1992)
- Viktor Faïzouline (2008-2018)
- Alekseï Igonine (1995-2003)
- Alekseï Ionov (2007-2011)
- Artur Ioussoupov (2015-2018)
- Maksim Kanounnikov (2009-2013)
- Alekseï Katoulski (en) (2000-2004)
- Andreï Kondrachov (en) (1996-2000)
- Vladimir Koulik (1991-1996)
- Daler Kouziaïev (2017-)
- Sergueï Kouznetsov (en) (1982-1988, 1990-1992)
- Mikhaïl Levine (en) (1991-1994)
- Konstantin Lepiokhine (en) (1996-2002)
- Iouri Lodyguine (2013-2019)
- Andreï Louniov (2017-)
- Boris Matveïev (en) (1987-1991, 1996)
- Alekseï Naoumov (en) (1991-1998)
- Iouri Okrochidze (en) (1987-1996)
- Sergueï Ossipov (en) (1997-2003)
- Denis Ougarov (en) (1994-1997, 1999-2002)
- Magomed Ozdoïev (2018-)
- Dmitri Poloz (2017-2019)
- Dimitri Radchenko (1989-1990)
- Vladislav Radimov (2003-2008)
- Aleksandr Ryazantsev (2014-2018)
- Oleg Salenko (1986-1989)
- Igor Semchov (2009)
- Sergueï Varfolomeïev (en) (1990-1994)
- Aleksandr Zakharikov (en) (1980-1985, 1989-1992)
- Sebastián Driussi (2017-)
- Sargis Hovsepian (1998-2003)
- Axel Witsel (2012-2017)
- Sergueï Gerasimets (1997-1999)
- Boris Gorovoï (en) (1999-2002)
- Kim Dong-jin (2006-2009)
- Ivica Križanac (2005-2010)
- Javi García (2014-2017)
- Szabolcs Huszti (2009-2012)
- Domenico Criscito (2011-2018)
- Daniel Chiriță (2002-2004)
- Alexandru Curtianu (1998-2000)
- Erik Hagen (2005-2008)
- Bruno Alves (2010-2013)
- Luís Neto (2013-2019)
- Danko Lazović (2010-2014)
- Aleksandar Luković (2010-2014)
- Kamil Čontofalský (2003-2009)
- Martin Škrtel (2004-2008)
- Pavel Mareš (2003-2006)
- Fatih Tekke (2006-2010)
- Salomón Rondón (2014-2015)
- Oleksandr Horshkov (en) (2004-2008)
- Hennadiy Popovych (en) (1997-2001)
- Oleksandr Spivak (en) (2000-2007)

## Identité visuelle

### Historique du logo
La galerie suivante liste les différents logos connus du club au cours de son existence,.

Stalinets (1936-1939)
1940-1977
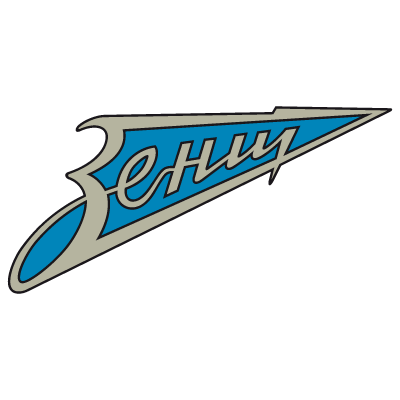
1978-1987
1988-1991
1992-1995
1996-1997
1998-2013
2013-2015
2015-2023
depuis 2023

## Stade

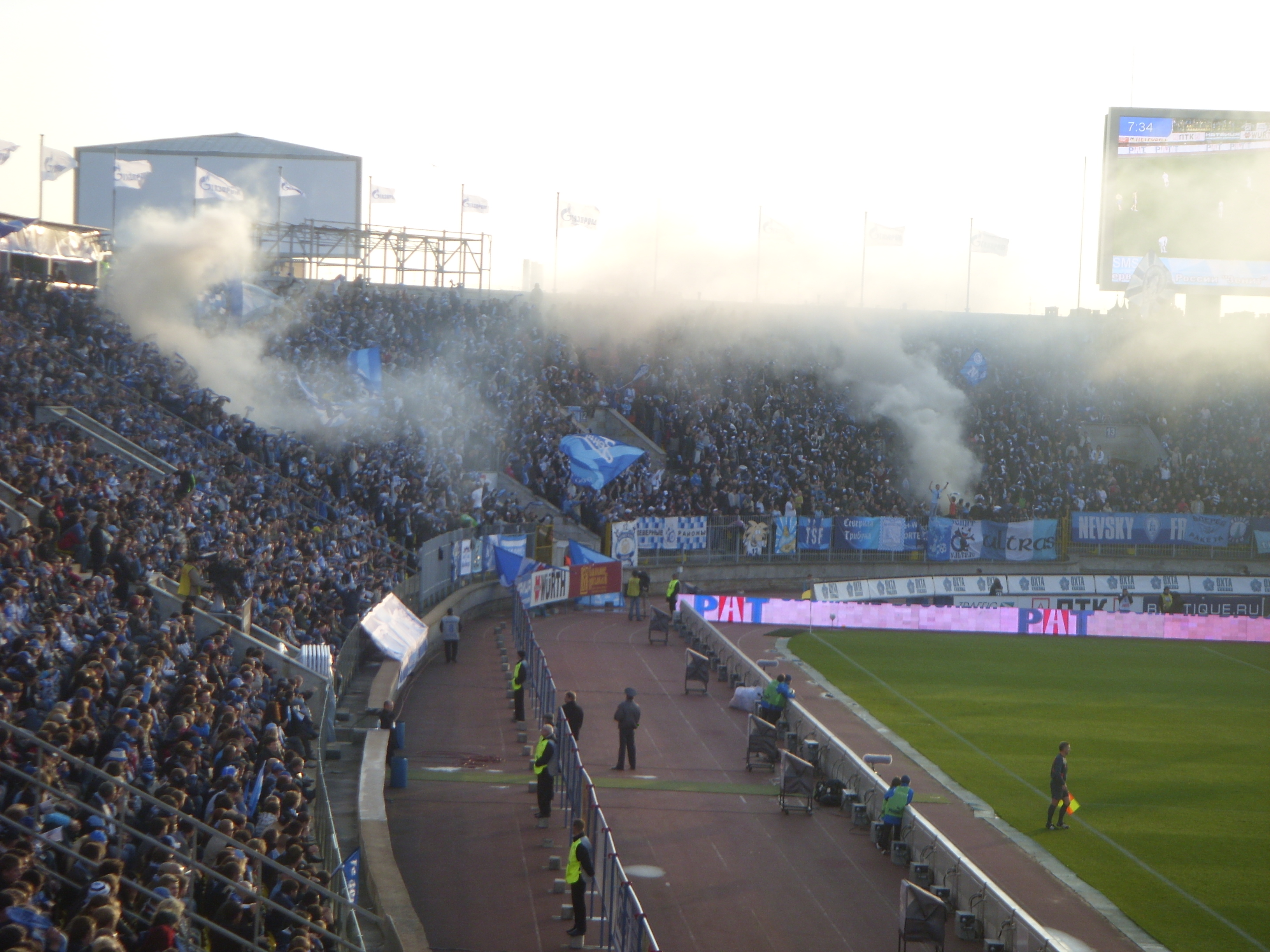
Supporters du Zénith au stade Petrovski.

Jusqu'en 2017, le Zénith a été basé au stade Petrovski, situé au centre de la ville. Il fut construit à l'origine en 1924 avant d'être largement reconstruit en 1957, les travaux s'achevant réellement en 1961. Il accueillit les Jeux olympiques d'été en 1980 et était doté d'une capacité de 33 000 places. Aujourd'hui encore, le stade est un élément important de la ville car, en plus d'accueillir les matchs de football, des divertissements comme des concerts et des festivals divers y sont organisés.
L'autre stade de Saint-Petersbourg, le stade Kirov, sur l'île Krestovski, a été totalement détruit pour laisser place à une enceinte ultra-moderne terminée en 2016, collant ainsi davantage aux nouvelles ambitions du club et de son richissime propriétaire. C'est un architecte japonais qui a remporté le marché, à savoir le bureau Kisho Kurokawa Architect and Associates. La nouvelle enceinte, connue initialement comme la Gazprom Arena, a une capacité de 69 500 places et sa construction a coûté plus d'un milliard de dollars, ce qui en fait l'un des stades les plus chers au monde. Il répond aux plus hautes normes d'exigences de l'UEFA et de la FIFA.

## Aspects financiers
En 2005, le géant russe de l'énergie Gazprom prend le contrôle du club et injecte massivement de nouveaux capitaux. S'il est difficile de connaître le budget exact du club, il est généralement estimé à environ cent millions d'euros par an.
Preuve de cette nouvelle fortune, le Zénith n'hésite pas à débourser de grosses sommes pour acquérir des joueurs étrangers. On peut citer le Belge Nicolas Lombaerts, acheté à La Gantoise pour quatre millions d'euros mais surtout le transfert de l'Ukrainien Anatoliy Tymoschuk, convoité par des grands clubs d'Europe et ancien capitaine de l'ambitieux Shakhtar Donetsk, pour 20 millions d'euros soit l'achat le plus cher de l'histoire du football russe à l'époque. En août 2008, le club poursuit son ambitieuse politique de recrutement en attirant l'international portugais Danny pour la somme colossale de 30 millions d'euros, battant ainsi de nouveau le record du transfert le plus élevé du championnat russe. À l'été 2012, quelques jours avant la fin du marché des transferts, le Zenith fait une nouvelle fois parler sa puissance financière en enrôlant l'attaquant international brésilien du FC Porto, Givanildo Vieira de Souza dit "Hulk" pour 40 M€ payés sur trois ans Quelques minutes plus tard, le milieu de terrain international belge du Benfica Lisbonne, Axel Witsel rejoint le club pour 40 millions d'euros également (montant de sa clause libératoire).

## Supporters

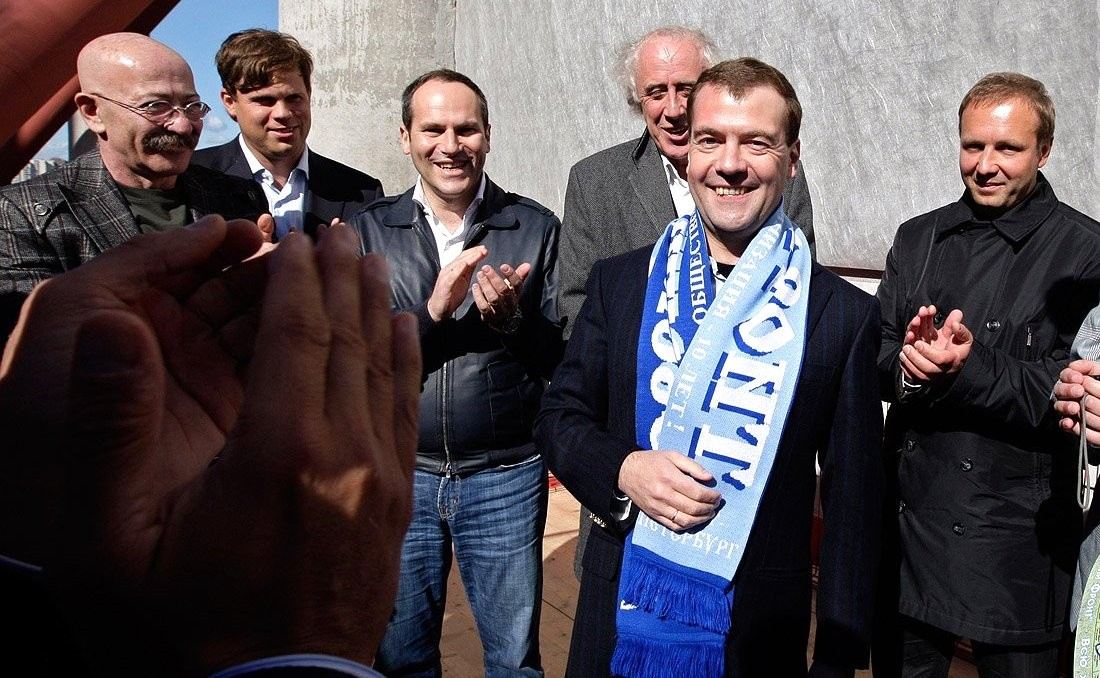
L'ancien président russe Dmitri Medvedev (avec l'écharpe) fait partie des supporters du club.

Le Zénith est le second club le plus populaire de Russie derrière le Spartak Moscou. Les rencontres entre les deux clubs font d'ailleurs partie des matchs les plus suivis dans le pays.
D'après une étude de Sport + Markt, le Zénith est le 7e club le plus populaire en Europe, avec près de 24 millions de supporters, devançant ainsi des clubs aussi prestigieux que le Milan AC, le Bayern Munich ou encore la Juventus.
Le compositeur russe Dimitri Chostakovitch était un fervent du club, son ami Maxime Gorki allant jusqu'à le qualifier de « fan enragé, qui se comporte comme un gamin, bondissant, criant et gesticulant » .
Le club compte par ailleurs parmi ses supporters l'ancien président russe Dmitri Medvedev, natif de la ville.